# 1636 v. Chr.
Portal Geschichte | Portal Biografien | Aktuelle Ereignisse | Jahreskalender | Tagesartikel

◄ |
18. Jahrhundert v. Chr. |
17. Jahrhundert v. Chr. |
16. Jahrhundert v. Chr. |
►

1620er v. Chr. |
1610er v. Chr. |
►

1636 v. Chr. |
1635 v. Chr. |
1634 v. Chr. |
1633 v. Chr. |
► |
►►

## Ereignisse

### Babylonien
- Mögliches 10. Regierungsjahr des Ammi-saduqa:
  - Die Venus erscheint nach 1 Monat und 25 Tagen wieder im Westen am 12. Tebetu.
  - Venusuntergang am 8. Januar gegen 17:45 Uhr (12. Tebetu: 8.–9. Januar); Sonnenuntergang gegen 17:18 Uhr.[1]
- Mögliches 11. Regierungsjahr des Ammi-saduqa:
  - Im babylonischen Kalender fiel das babylonische Neujahr des 1. Nisannu auf den 26.–27. März[1], der Vollmond im Nisannu auf den 8.–9. April[1], der 1. Ululu auf den 20.–21. August[1], der 1. Ululu II auf den 18.–19. September[1] und der 1. Tašritu auf den 18.–19. Oktober[1].
    - Venus geht am 25. Ululu unter und erscheint nach 16 Tagen wieder am 11. Ululu II.[2]
    - Venusuntergang am 13. September (25. Ululu: 13.–14. September) gegen 18:34 Uhr; Sonnenuntergang gegen 18:11 Uhr.[1]
    - Venusaufgang am 30. September (11. Ululu II: 29.–30. September) gegen 5:45 Uhr; Sonnenaufgang gegen 5:58 Uhr.[1]